# لورنزو اسگاربی
لورنزو اسگاربی (انگلیسی: Lorenzo Sgarbi؛ زادهٔ ۲۴ مارس ۲۰۰۱) بازیکن فوتبال اهل ایتالیا است.
وی همچنین در تیم ملی فوتبال زیر ۱۸ سال ایتالیا بازی کرده‌است.